# Сан-Мільян (Алава)
Сан-Мільян (ісп. San Millán, баск. Donemiliaga) — муніципалітет в Іспанії, у складі автономної спільноти Країна Басків, у провінції Алава. Населення — 711 осіб (2009).
Муніципалітет розташований на відстані близько 290 км на північ від Мадрида, 24 км на схід від Віторії.
На території муніципалітету розташовані такі населені пункти: Адана, Аспуру/Ашпуру, Егілас/Егілац, Галаррета, Лусуріага, Мескіа, Мунайн, Нарбайса, Окаріс, Ордоньяна/Ердоньяна (адміністративний центр), Сан-Роман-де-Сан-Мільян/Дуррума, Чинчетру, Ульїбаррі-Хаурегі/Урібаррі-Хаурегі, Вікунья/Бікунья, Суасо-де-Сан-Мільян/Суацу-Донеміліага.

## Демографія
Динаміка населення (INE ):

## Галерея зображень

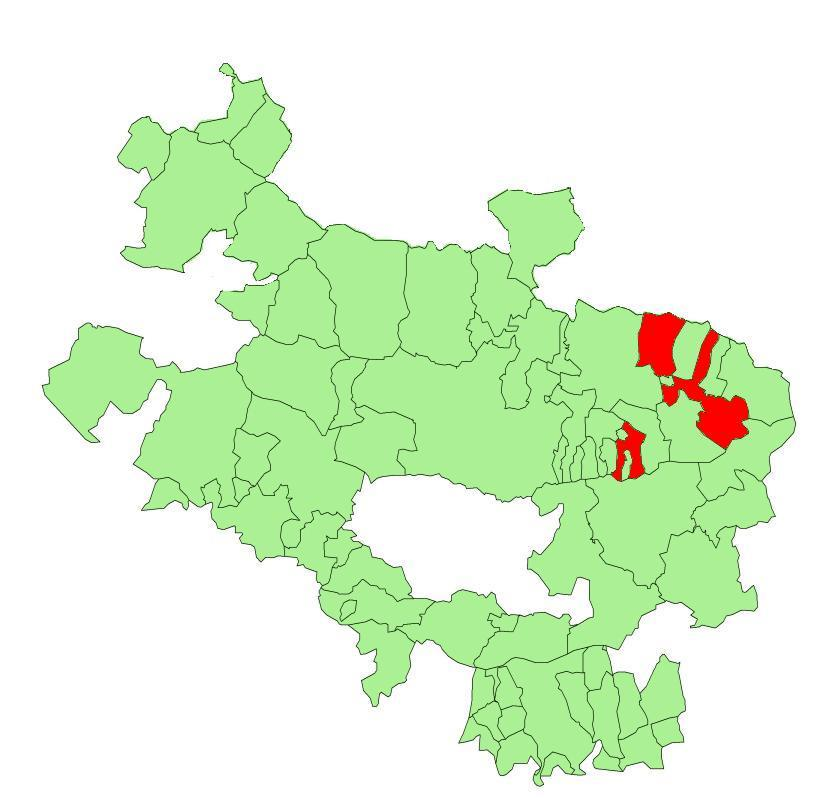
Розташування муніципалітету
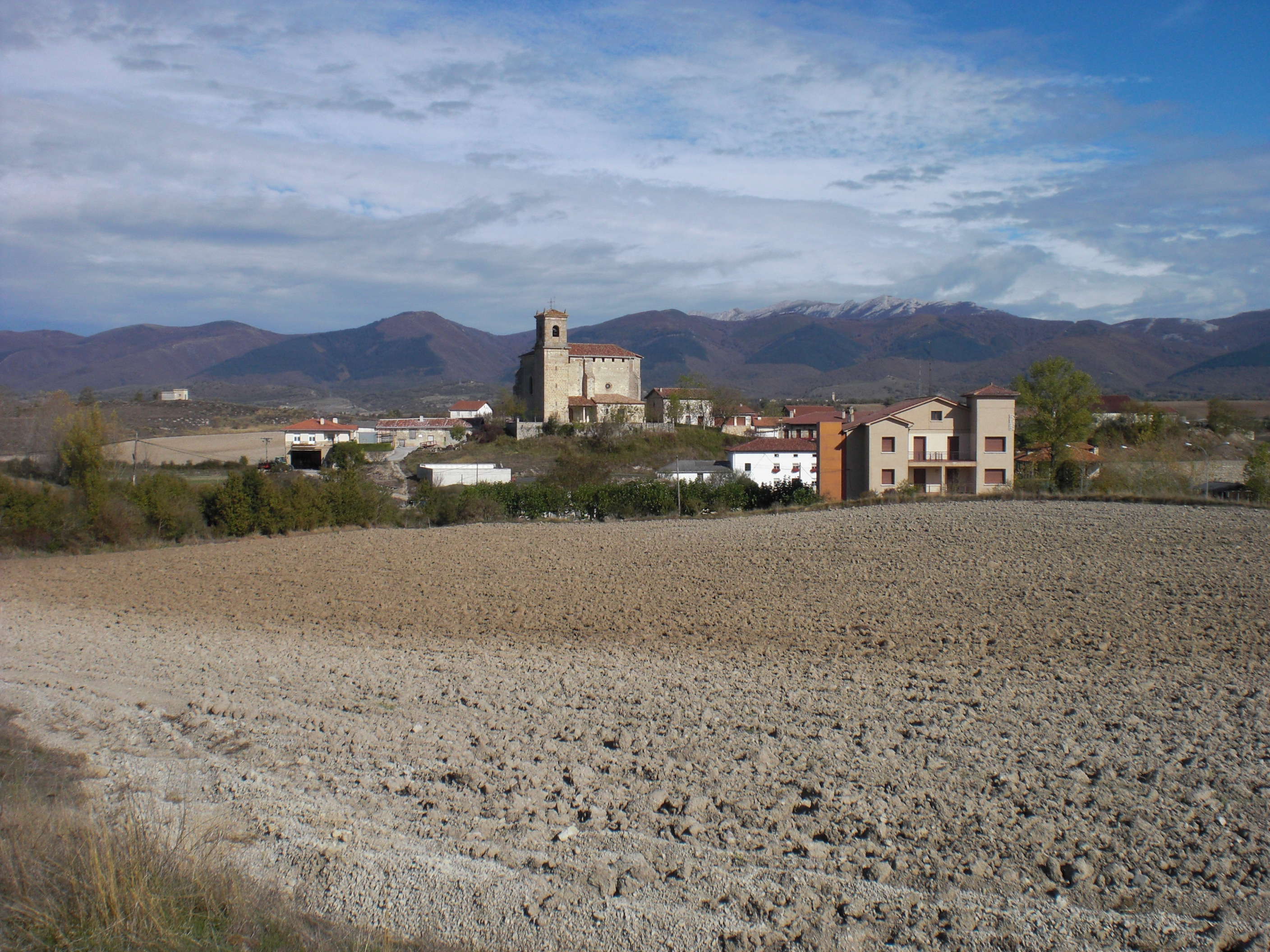
Ордоньяна
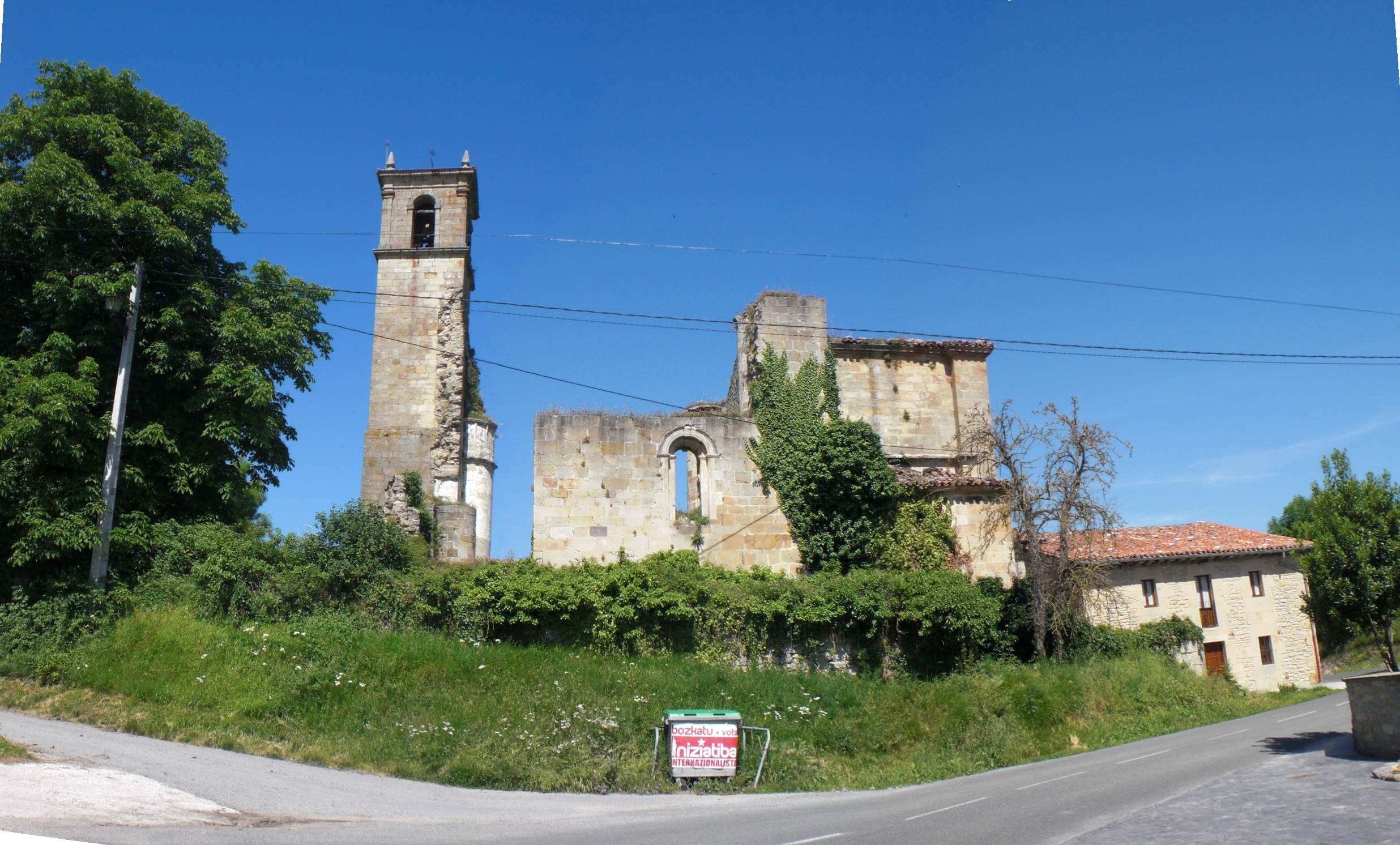
Руїни церкви у Галарреті